# 阿波罗6号
阿波罗6号（英語：Apollo 6）是阿波罗计划中的一個无人任务，也是土星5号运载火箭的第二次飞行。

## 目的
这是土星5号在首次载人飞行（阿波罗7号）之前的最后一次无人飞行，其目的是为了检验指挥方舱再入系统模拟在极坏的条件下从月球回来地球。最后，这个目标并没有实现，因为J-2发动机发生了故障。

## 飞行

### 轨道
这次航行的实际飞行轨道367公里，而不是计划原定的160公里的轨道。

## 公众的反应
美国公众对阿波罗6号的使命缺乏兴趣。因为在发射的那天，马丁·路德·金被枪杀于田纳西州孟菲斯。而在发射的5天前，詹森总统曾宣布，他将不再寻求连任等等的事件已成了美国公众所注目的事件，而没有注意阿波罗6号的发射。